# Teateråret 1932

## Händelser

### Juli
- 27 juli - Fredriksdals friluftsteater i Helsingborg invigs

### Okänt datum
- Ragnar Klange blir chef för Folkets hus teater i Stockholm
- Björn Hodell köper teatern i Vanadislunden Stockholm

## Årets uppsättningar

### November
- 26 november - Anna Wahlenbergs pjäs Kungens nattmössa har urpremiär i SR [1].

### Okänt datum
- Ragnar Josephsons pjäs Kanske en diktare uruppfördes på Vasateatern i Stockholm
- Kaj Munks pjäs Ordet (I begynnelsen var ordet) har svensk premiär på Komediteatern i Stockholm
- Jens Lochers pjäs Andersen uruppförs på Dagmarteatret i Köpenhamn
- François Wieners pjäs Il était une fois ... uruppförs på Théâtre des Ambassadeurs i Paris, den kom att filmas 1938 med regi av Gustaf Molander. Se En kvinnas ansikte
- Ralph Benatzky och Louis Verneuils pjäs Meine Schwester und ich har svensk premiär på Konserthuset i Stockholm
- Harry B. Linton, Fred Duprez och Hal Stephens pjäs Hustru mins familj (My Wife's Family) från 1931 har svensk premiär på Lilla Teatern i Stockholm

## Avlidna
- 25 december - Ernst Rolf, 41, svensk sångare och revykung.